# Eastern League of American Football 2013
La Eastern League of American Football 2013 è stata la 2ª edizione dell'omonimo torneo di football americano.
Ha avuto inizio il 13 aprile e si è conclusa il 5 ottobre con la finale vinta per 62-13 dai bielorussi Minsk Zubrs sui connazionali Minsk Litwins.

## Squadre partecipanti
| Club                  | Città    | Stadio | Sponsor ufficiale | Risultato nella stagione 2012 |
| --------------------- | -------- | ------ | ----------------- | ----------------------------- |
| Kiev Knights          | Kiev     |        |                   |                               |
| Minsk Litwins         | Minsk    |        |                   | Vicecampioni ELAF             |
| Minsk Zubrs           | Minsk    |        |                   | Quarto posto UAFL             |
| Moscow Bruins         | Mosca    |        |                   | Campioni ELAF                 |
| Moscow Spartans       | Mosca    |        |                   | Semifinalisti ELAF            |
| Moscow Silver Bullets | Mosca    |        |                   | Wild card ELAF                |
| Podolsk Vityaz        | Podol'sk |        |                   |                               |

## Stagione regolare

### Calendario

#### 1ª giornata
| 13 aprile 2013 | Moscow Spartans | 21 – 0 | Moscow Silver Bullets |  |

| 13 aprile 2013 | Podolsk Vityaz | 2 – 28 | Moscow Bruins |  |

| 14 aprile 2013 | Minsk Zubrs | 20 – 10 | Minsk Litwins |  |

#### 2ª giornata
| 20 aprile 2013 | Minsk Litwins | 41 – 0 (15-0 8-0 7-0 11-0) | Podolsk Vityaz |  |

#### 3ª giornata
| 27 aprile 2013 | Minsk Zubrs | 31 – 6 | Moscow Spartans |  |

| 27 aprile 2013 | Moscow Silver Bullets | 0 – 21 | Kiev Knights |  |

#### 4ª giornata
| 4 maggio 2013 | Moscow Bruins | 6 – 13 | Minsk Litwins |  |

#### 5ª giornata
| 11 maggio 2013 | Moscow Silver Bullets | 0 – 21 | Minsk Zubrs |  |

| 11 maggio 2013 | Kiev Knights | 22 – 68 | Moscow Bruins |  |

#### 6ª giornata
| 18 maggio 2013 | Moscow Spartans | 33 – 9 | Podolsk Vityaz |  |

#### 7ª giornata
| 25 maggio 2013 | Minsk Litwins | 21 – 0 | Moscow Silver Bullets |  |

#### 8ª giornata
| 1º giugno 2013 | Moscow Bruins | 42 – 26 | Moscow Spartans |  |

#### 9ª giornata
| 8 giugno 2013 | Kiev Knights | 0 – 58 | Minsk Zubrs |  |

#### 10ª giornata
| 22 giugno 2013 | Podolsk Vityaz | 44 – 0 | Kiev Knights |  |

#### 11ª giornata
| 24 agosto 2013 | Minsk Zubrs | 42 – 18 | Moscow Bruins |  |

| 24 agosto 2013 | Minsk Litwins | 21 – 0 | Kiev Knights |  |

#### 12ª giornata
| 31 agosto 2013 | Moscow Silver Bullets | 0 – 21 | Podolsk Vityaz |  |

#### 13ª giornata
| 7 settembre 2013 | Podolsk Vityaz | 19 – 63 | Minsk Zubrs |  |

| 7 settembre 2013 | Kiev Knights | 0 – 68 | Moscow Spartans |  |

#### 14ª giornata
| 14 settembre 2013 | Moscow Spartans | 9 – 30 | Minsk Litwins |  |

| 14 settembre 2013 | Moscow Bruins | 21 – 0 | Moscow Silver Bullets |  |

### Classifica
La classifica della regular season è la seguente:
- PCT = percentuale di vittorie, G = partite giocate, V = partite vinte, P = partite perse, PF = punti fatti, PS = punti subiti
- La qualificazione ai playoff è indicata in verde

| Pos. | Squadra               | PCT   | G | V | P | PF  | PS  |
| ---- | --------------------- | ----- | - | - | - | --- | --- |
| 1    | Minsk Zubrs           | 1.000 | 6 | 6 | 0 | 235 | 53  |
| 2    | Minsk Litwins         | 0.833 | 6 | 5 | 1 | 136 | 35  |
| 3    | Moscow Bruins         | 0.667 | 6 | 4 | 2 | 183 | 105 |
| 4    | Moscow Spartans       | 0.500 | 6 | 3 | 3 | 163 | 112 |
| 5    | Podolsk Vityaz        | 0.333 | 6 | 2 | 4 | 95  | 165 |
| 6    | Kiev Knights          | 0.167 | 6 | 1 | 5 | 43  | 259 |
| 7    | Moscow Silver Bullets | 0.000 | 6 | 0 | 6 | 0   | 126 |

## Playoff

### Tabellone
|  | Semifinali | Semifinali      | Semifinali |               |    | Finale      | Finale | Finale |  |
|  |            |                 |            |               |    |             |        |        |  |
|  | 1          | Minsk Zubrs     | 49         |               |    |             |        |        |  |
|  | 1          | Minsk Zubrs     | 49         |               |    |             |        |        |  |
|  | 4          | Moscow Spartans | 0          |               |    |             |        |        |  |
|  | 4          | Moscow Spartans | 0          |               | 1  | Minsk Zubrs | 62     |        |  |
|  |            |                 |            |               | 1  | Minsk Zubrs | 62     |        |  |
|  |            |                 | 2          | Minsk Litwins | 13 |             |        |        |  |
|  | 2          | Minsk Litwins   | 2          | Minsk Litwins | 13 | 34          |        |        |  |
|  | 2          | Minsk Litwins   |            |               |    |             |        |        |  |
|  | 3          | Moscow Bruins   | 12         |               |    |             |        |        |  |

### Semifinali
| 21 settembre 2013 | Minsk Zubrs | 49 – 0 | Moscow Spartans |  |

| 21 settembre 2013 | Minsk Litwins | 34 – 12 | Moscow Bruins |  |

### ELAF Bowl II
| 5 ottobre 2013 | Minsk Zubrs | 62 – 13 | Minsk Litwins |  |

## Verdetti
- Minsk Zubrs Campioni Eastern League of American Football 2013